# Euphrasia integriloba
Euphrasia integriloba är en snyltrotsväxtart som beskrevs av Dmitr. och Rubtzov. Euphrasia integriloba ingår i släktet ögontröster, och familjen snyltrotsväxter. Inga underarter finns listade i Catalogue of Life.